# Florence Lepron
Florence Frédérique Andrée Lepron (Nantes, 16 gennaio 1985) è un'ex cestista francese.

## Carriera
Con la Francia ha disputato i Giochi olimpici di Londra 2012, i Campionati mondiali del 2010 e due edizioni dei Campionati europei (2009, 2011).